# Olivér Várhelyi
Olivér Várhelyi (Seghedino, 22 marzo 1972) è un diplomatico e politico ungherese, commissario europeo per la salute e il benessere degli animali nella Commissione von der Leyen II dal 1° dicembre 2024 ed in precedenza commissario europeo per l'allargamento e la politica di vicinato della Commissione von der Leyen I dal 2019 al 2024.

## Biografia
Várhelyi ha conseguito un Master in Studi giuridici europei presso l'Università di Aalborg, in Danimarca, nel 1994, e una laurea in giurisprudenza presso l'Università di Seghedino, nel 1996. Nel 2005 ha superato l'esame di avvocato.
Ha iniziato la sua carriera nella pubblica amministrazione ungherese nel 1996 presso il Ministero dell'industria e del commercio.  Successivamente si è trasferito al Ministero degli Affari Esteri. Dal 1998 al 2001 è stato capo di gabinetto del capo dell'unità legale del ministero. Si è quindi trasferito a Bruxelles nella missione ungherese presso l'UE, come consulente legale e poi capo del servizio legale fino al 2006, dopo l'adesione dell'Ungheria all'UE.
Per due anni Várhelyi è stato capo del dipartimento di diritto dell'UE presso il ministero della Giustizia ungherese.  Dal 2008 al 2011 è stato per un breve periodo a capo dell'unità della Commissione europea, responsabile dei diritti di proprietà industriale presso la direzione generale Mercato interno e servizi. Successivamente è tornato al servizio estero ungherese, con servizio dal 2011 in poi come vicedirettore e in seguito dal 2015 capo della Rappresentanza permanente a Bruxelles, con il grado di ambasciatore straordinario e plenipotenziario. Nel suo ruolo di ambasciatore presso l'UE, è stato considerato altamente leale con Orbán. Nonostante sia considerato molto intelligente ed estremamente ben informato, il suo stile è stato descritto come "incredibilmente maleducato", con "uno stile di leadership ruvido che ha incluso urla, urla e imprecazioni nei confronti dello staff", nonché l'adozione di un approccio più combattivo in riunioni degli ambasciatori rispetto ad altri rappresentanti permanenti.
Nel 2019 Várhelyi è stato nominato dal Primo ministro ungherese Viktor Orbán alla carica di commissario europeo dell'Ungheria presso la Commissione von der Leyen, dopo che il Parlamento europeo aveva respinto il suo primo nominato, László Trócsányi.  Gli è stato affidato il portafoglio dell'allargamento e vicinato europeo.  Nella sua audizione parlamentare, Várhelyi non ha raccolto i due terzi dei voti, quindi è stato soggetto a una serie aggiuntiva di domande scritte dei deputati.